# 五豐里 (新竹縣)
五豊里，為臺灣新竹縣竹東鎮轄下一個里。於日治時代稱為番社子，為原住民棲息地之意，國民政府接管臺灣後才改為五豐里。轄區與寶山鄉為交界，里內有沙坑溪及油車窩溪經過。

## 主要街道
為五豐里主要街道：
|                                              |                                                               |                                     |
| - 北興路 - 長春路 - 五豐街 - 敦睦街 - 康莊街 | - 自強路 - 忠孝街 - 五豐一路 - 五豐二路 - 五豐八莊 - 五豐九莊 | - 九莊路 - 永康街 - 中興路 - 康寧街 |

## 地標

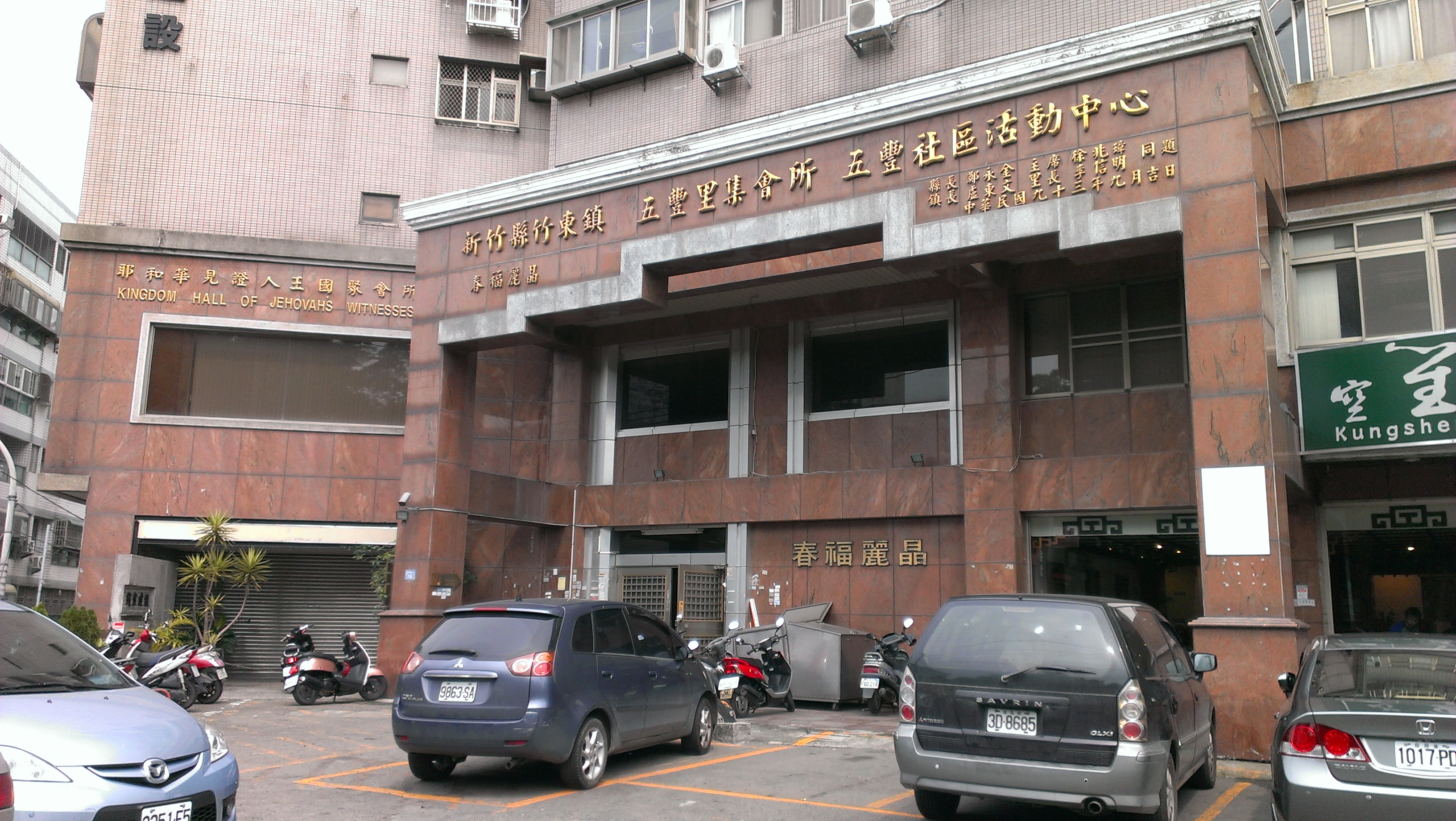
五豐里集會所

為五豐里重要地標與設施:
|                                               |                                          |                                           |
| - 美之城 - 凱旋大地 - 萬壽亭 - 竹東鎮第四公墓 | - 紅崩崗 - 樹杞林山 - 橫窩 - 八莊 - 九莊 | - 油車窩 - 番社崎 - 名冠藝術館 - 上智國小 |

## 寺廟

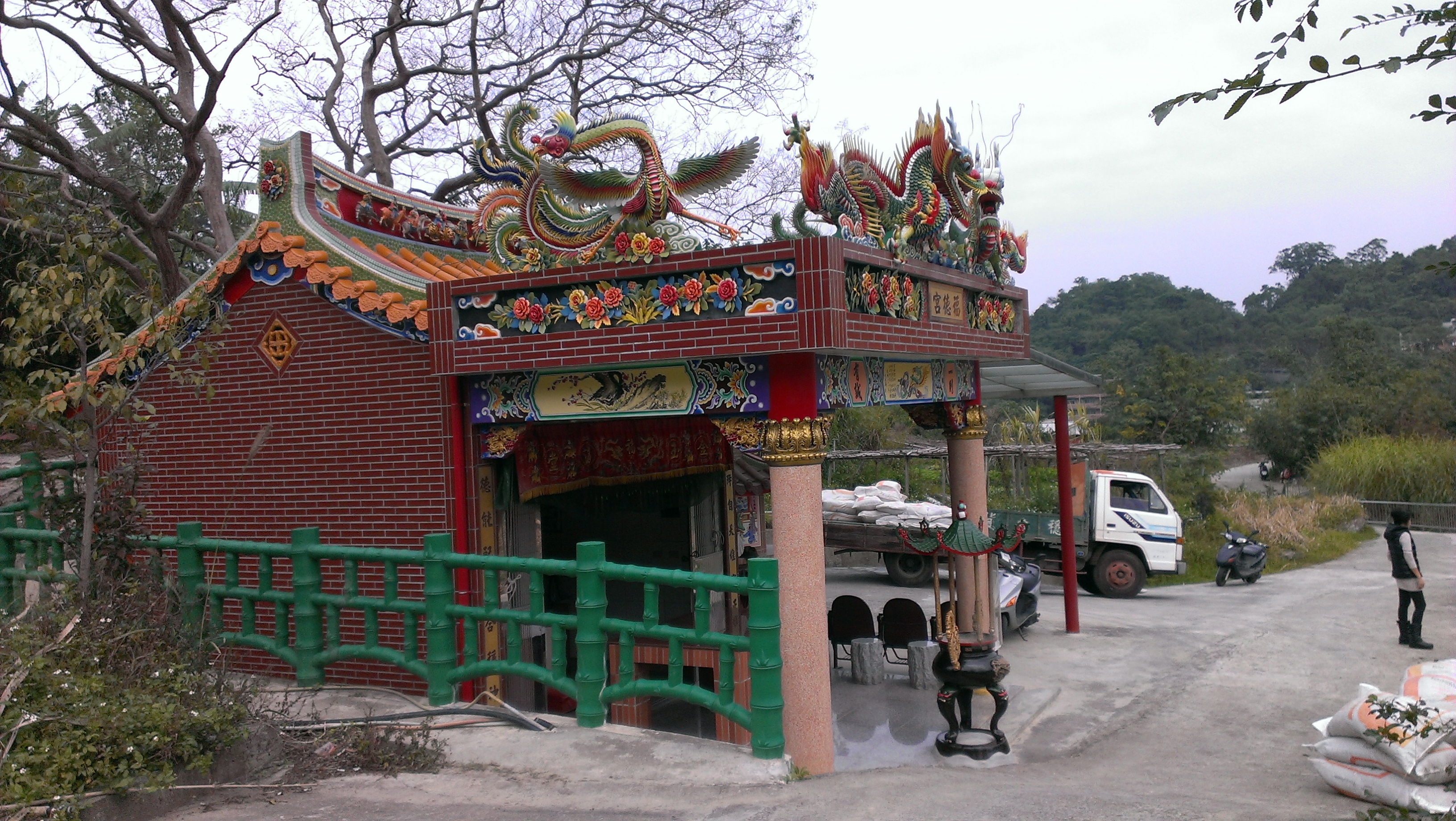
五豐里橫窩福德祠

為五豐里當地主要信仰寺廟:
|                                        |                                                                |                                              |
| - 甘露寺 - 五華宮包公廟 - 五豊街福德祠 | - 五豊八莊橫窩福德(伯公)廟 - 九莊土地公廟 - 美之城社區土地公廟 | - 沙坑橡棋土地公廟 - 金母娘廟 - 番社莊福德祠 |

## 外部連結
- 竹東鎮公所（页面存档备份，存于）